# Casla (Segovia)
Casla ist eine Gemeinde in der spanischen Provinz Segovia. Sie liegt im Süden der Autonomen Region Kastilien und León, an der Nordwestabdachung der Sierra de Guadarrama. Sie hat 155 Einwohner (Stand: 2024). 

## Geographie
Casla liegt etwa 49 Kilometer ostnordöstlich vom Stadtzentrum von Segovia in einer Höhe von ca. 1085 m. 
Casla befindet sich innerhalb der Zone des kontinentalen mediterranen Klimas.

## Bevölkerungsentwicklung
| Jahr      | 1970 | 1981 | 1991 | 2001 | 2011 | 2021 |
| Einwohner | 213  | 127  | 150  | 151  | 175  | 159  |

## Sehenswürdigkeiten

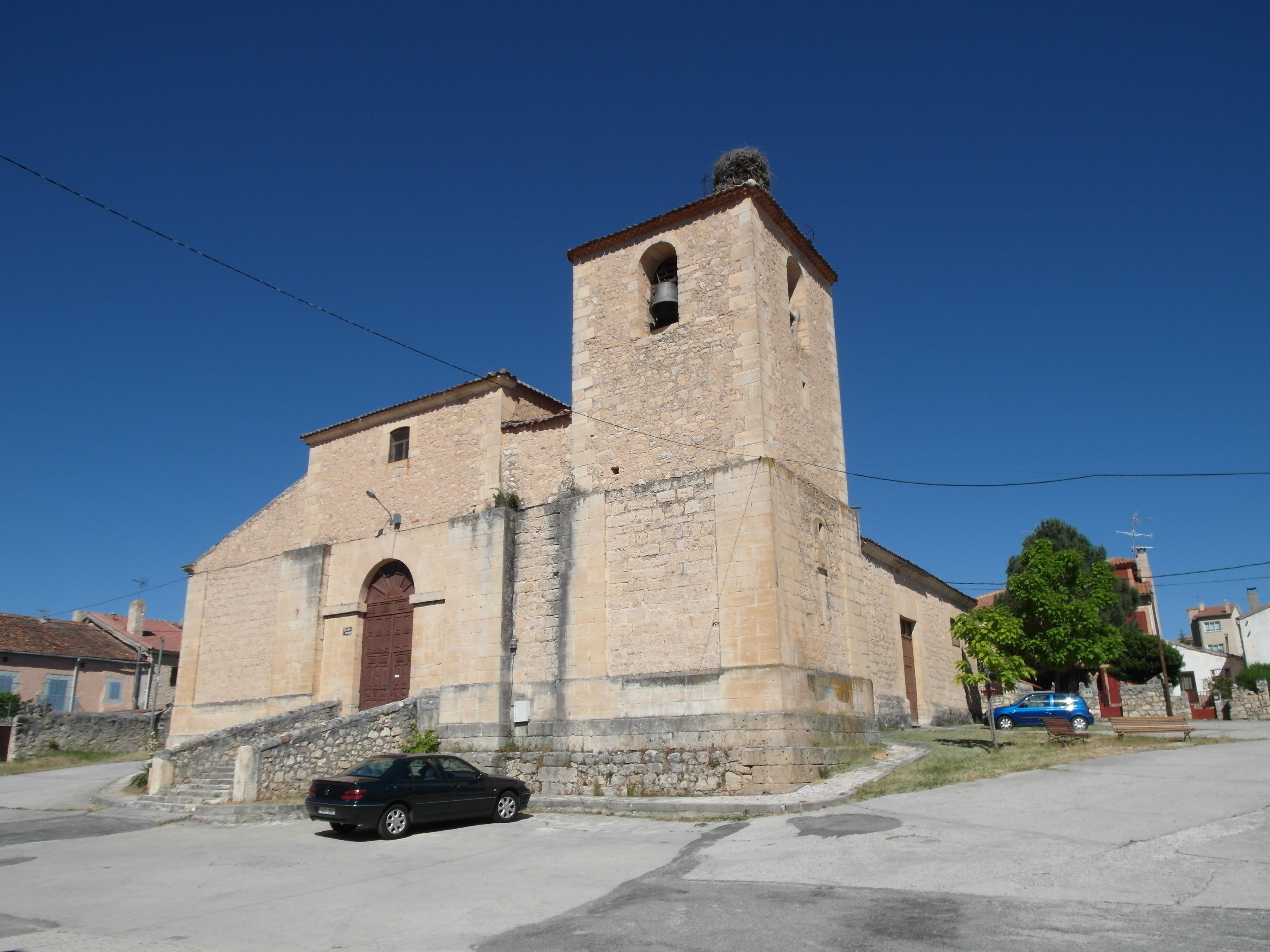
Peterskirche
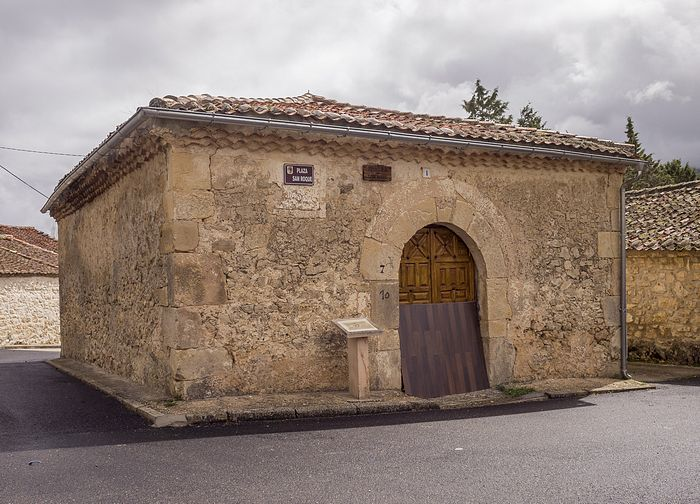
Rochuskapelle
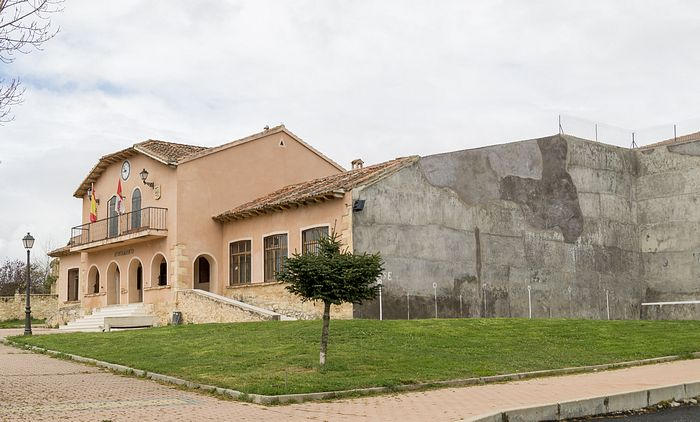
Marienkapelle

- Peterskirche
- Kapelle
- Rathaus